# USS Blue (DD-387)
Lo USS Blue (hull classification symbol DD-387) fu un cacciatorpediniere della United States Navy, entrato in servizio nell'agosto 1937 come parte della classe Bagley.
Dopo un breve periodo di servizio in Oceano Atlantico, il Blue fu assegnato alla United States Pacific Fleet trovandosi quindi a operare, a partire dal dicembre 1941, nel teatro bellico dell'Oceano Pacifico della seconda guerra mondiale contro le forze dell'Impero giapponese. Dopo alcune azioni nella zona delle isole Marshall, dall'agosto 1942 il cacciatorpediniere prese parte agli eventi iniziali della campagna di Guadalcanal nelle isole Salomone; silurato dal cacciatorpediniere Kawakaze al largo di Guadalcanal nelle prime ore del 22 agosto, lo scafo immobilizzato del Blue fu quindi autoaffondato il 23 agosto seguente.

## Storia
Impostata il 25 settembre 1935 nell'arsenale della US Navy di Norfolk (Norfolk Naval Shipyard), la nave venne varata il 27 maggio 1937 con il nome di Blue in onore di Victor Blue (1865–1928), contrammiraglio statunitense veterano della guerra ispano-americana e della prima guerra mondiale; madrina del varo fu Kate Lilly Blue, sorella di Victor Blue. La nave entrò quindi ufficialmente in servizio il 14 agosto 1937, e nel corso del suo primo anno di attività svolse principalmente manovre ed esercitazioni lungo la East Coast e nella zona dei Caraibi; nell'agosto 1938 il cacciatorpediniere fu trasferito in forza alla United States Pacific Fleet come nave ammiraglia della Destroyer Division 7, spostandosi quindi a operare lungo la West Coast. Dall'aprile 1940 il Blue e la sua divisione furono di base a Pearl Harbor nelle Hawaii; tra febbraio e marzo 1941 la nave fu sottoposta a lavori di manutenzione presso il cantiere Puget Sound Naval Shipyard di Bremerton.
Al momento dell'attacco giapponese a Pearl Harbor il 7 dicembre 1941 il Blue si trovava ancorato nella base hawaiana, ma non riportò alcun danno nel bombardamento. Tra dicembre 1941 e gennaio 1942 il cacciatorpediniere pattugliò gli approcci alle Hawaii, per poi unirsi al gruppo da battaglia incentrato sulla portaerei USS Enterprise per compiere una scorreria ai danni delle basi giapponesi nelle isole Marshall; il gruppo navale statunitense bombardò quindi gli atolli di Wotje, Maloelap e Kwajalein il 1º febbraio 1942 e l'Isola di Wake il 24 febbraio, per poi rientrare alla base senza danni. Tra marzo e giugno 1942 il Blue fu impegnato nella scorta dei convogli sulla rotta San Francisco - Pearl Harbor, per poi spostarsi il 18 luglio nella base di Wellington in Nuova Zelanda per operare nel teatro del Pacifico sud-occidentale contro i giapponesi; il cacciatorpediniere fu quindi assegnato alle forze navali destinate ad appoggiare lo sbarco dei reparti statunitensi sull'isola di Guadalcanal nelle Isole Salomone.
Il 7 agosto 1942 il Blue fornì fuoco di copertura ai reparti dei marine sbarcati a terra a Guadalcanal. Nella notte tra l'8 e il 9 agosto seguenti il cacciatorpediniere fu invece coinvolto negli eventi della battaglia dell'isola di Savo contro una formazione di navi giapponesi, pur senza giocare un particolare ruolo attivo nello scontro; le forze navali degli Alleati subirono una dura sconfitta nella battaglia, e il Blue dovette soccorrere i superstiti dell'incrociatore australiano HMAS Canberra, affondato nello scontro. Tra il 13 e il 17 agosto il Blue fu distaccato nelle acque della Nuova Caledonia per pattugliare la zona davanti alla base alleata di Noumea, per poi tornare nella zona di Guadalcanal il 21 agosto seguente.
Intorno alle 04:00 del 22 agosto 1942, mentre pattugliava le acque a nord di Guadalcanal, il Blue fu avvistato dal cacciatorpediniere giapponese Kawakaze, intento in un'analoga missione di pattugliamento: l'unità giapponese riuscì a colpire il Blue con un siluro, la cui detonazione distrusse i motori principali del cacciatorpediniere e uccise nove membri dell'equipaggio ferendone altri 21. Nonostante vari tentativi di altre unità statunitensi di prendere a rimorchio l'unità mutilata e di trascinarla in salvo nella vicina base alleata di Tulagi, lo scafo immobilizzato del Blue fu autoaffondato dagli stessi statunitensi il 23 agosto nella posizione 9° 17' S, 160° 02' E.